# Nesse (Hörsel)
Pour les articles homonymes, voir Nesse.
La Nesse est une rivière allemande de Thuringe, sous-affluent de la Werra par l'Hörsel dont elle est le principal affluent, appartenant au bassin de la Weser et qui s'écoule dans l'arrondissement de Gotha et l'arrondissement de Wartburg en traversant la ville d 'Eisenach.

## Géographie
La Nesse prend sa source dans le village d'Alach (sur le territoire de la ville d'Erfurt) et s'écoule d'est en ouest dans le sud du Bassin de Thuringe en traversant de nombreuses communes et villages.
Elle présente la particularité d'être plus longue que l'Hörsel dans lequel elle se jette et d'avoir un débit plus important.
La Nesse reçoit dans le village de Wangenheim l'apport du Wilder Graben, canal venant de Gotha, réunion du Flossgraben et du Leinakanal construits au Moyen Âge pour alimenter la ville en eau potable.

## Débit
Le débit moyen mesuré dans la station d'Eisenach-Nessemühle est de 3,14 m3/s. Son débit le plus faible enregistré est de 1,27 m3/s, le plus important date de 1994 avec 120 m3/s.

## Communes traversées
- Arrondissement de Gotha :

Ville d'Erfurt (villages d'Alach, Gottsdtädt, Emstedt), communes de Nottleben, Pferdingsleben, Friemar, Molschleben, Bufleben, Westhausen, Hochheim, Wangenheim, Sonneborn, Brüheim, Friedrichswerth, Haina.
- Arrondissement de Wartburg :

Commune de Hörselberg-Hainich (villages de Ettenhausen, Melborn, Wenigenlupnitz, Großenlupnitz), ville d'Eisenach (village de Stockhausen).